# Lebbeus profundus
Lebbeus profundus är en kräftdjursart som först beskrevs av M. J. Rathbun 1906.  Lebbeus profundus ingår i släktet Lebbeus och familjen Hippolytidae. Inga underarter finns listade i Catalogue of Life.